# Epityches
Genre
Epityches est un genre d'insectes lépidoptères de la famille des Nymphalidae et à la sous-famille des Danainae qui ne comprend qu'une seule espèce Epityches  eupompe.

## Dénomination
Le genre Epityches a été nommé par Romualdo Ferreira d'Almeida (d) en 1938. 

## Liste d'espèces
Selon BioLib (13 janvier 2021) :
- Epityches eupompe (Geyer, [1832]) qui réside dans le Sud-Est de l'Amérique du Sud (en Argentine, au Brésil et au Paraguay)[1].